# Автомобиль скорой помощи

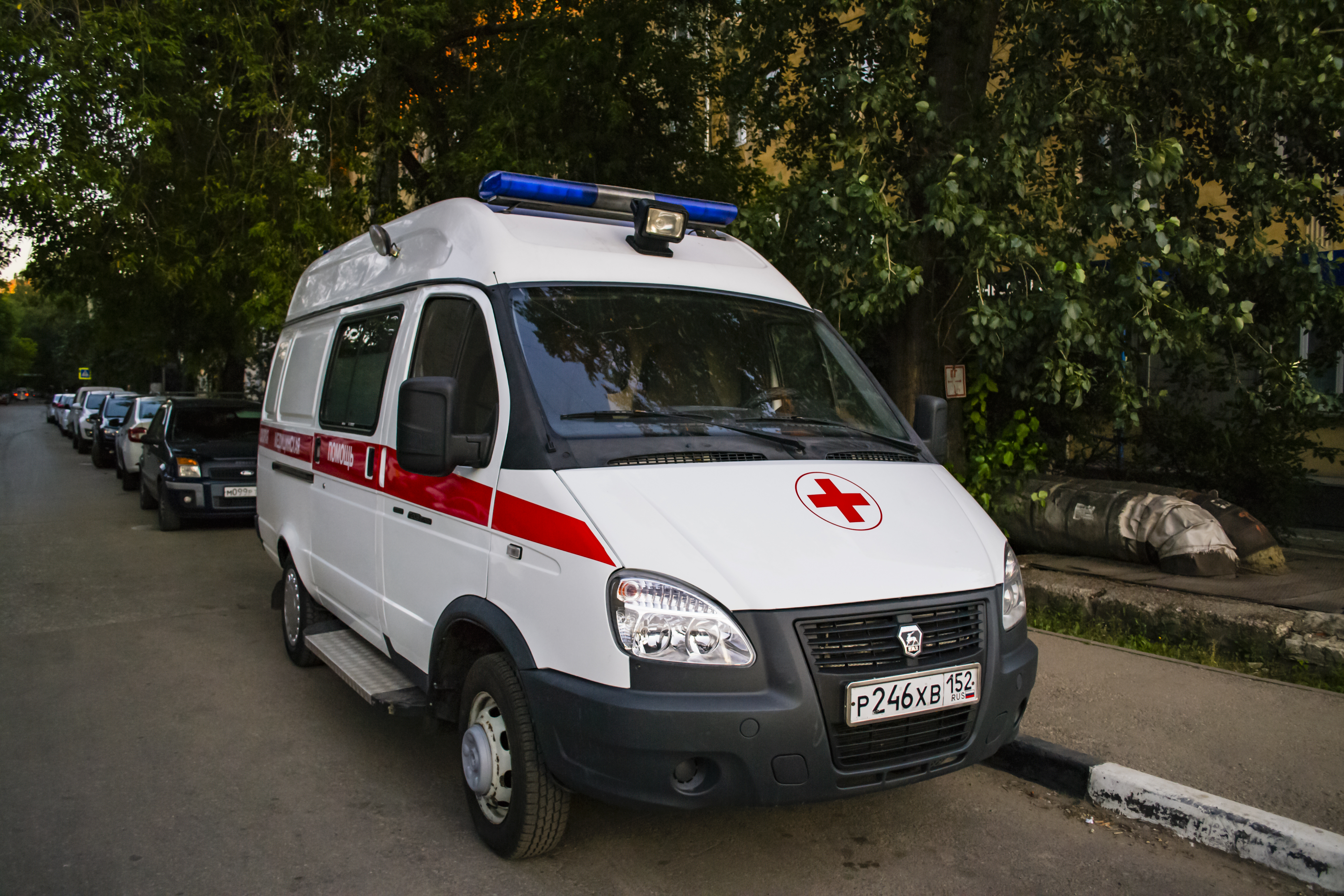
Автомобиль Скорой помощи на базе ГАЗ-2705-288 «ГАЗель Бизнес» в Нижнем Новгороде

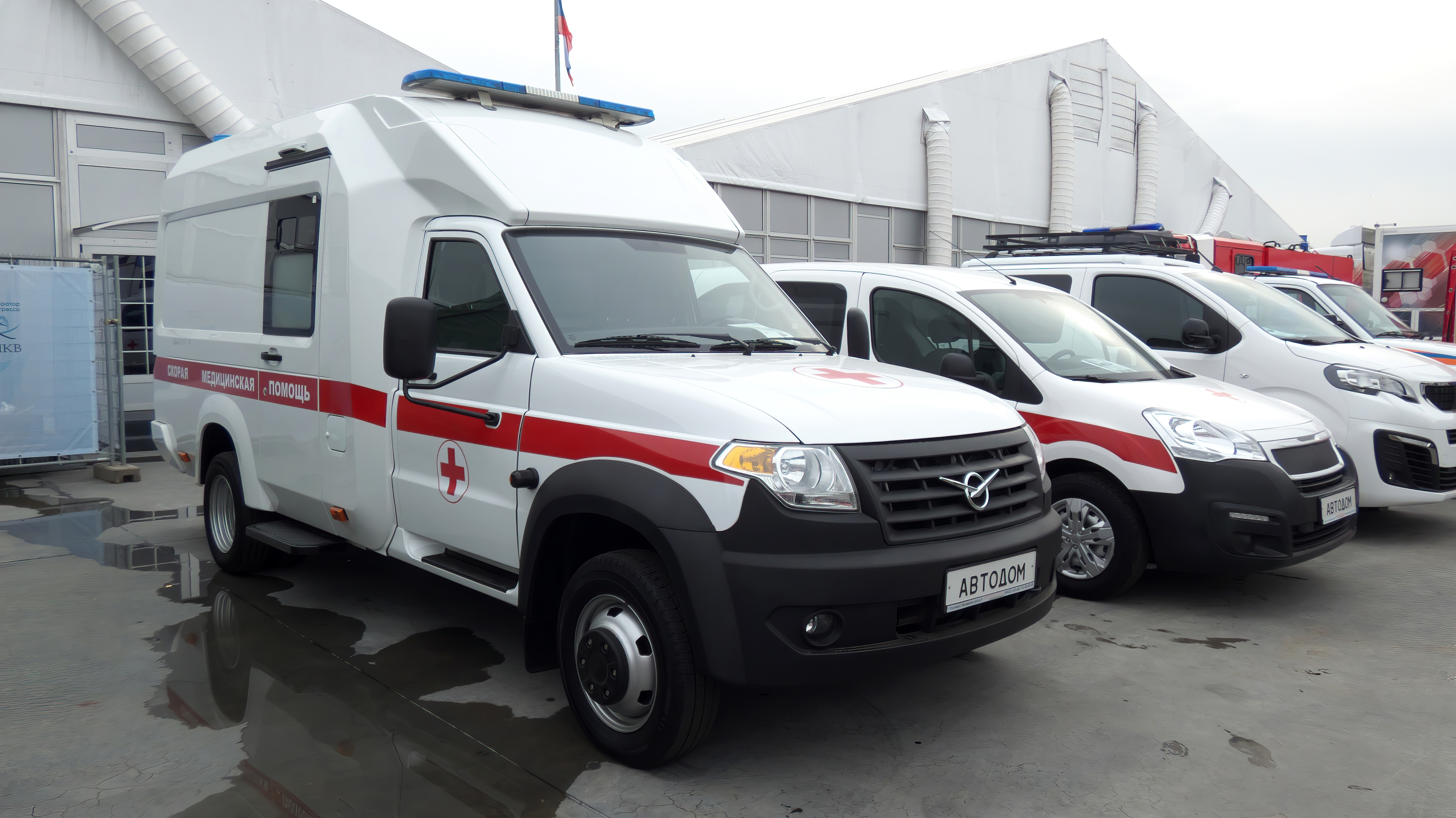
Скорая помощь повышенной проходимости на базе УАЗ

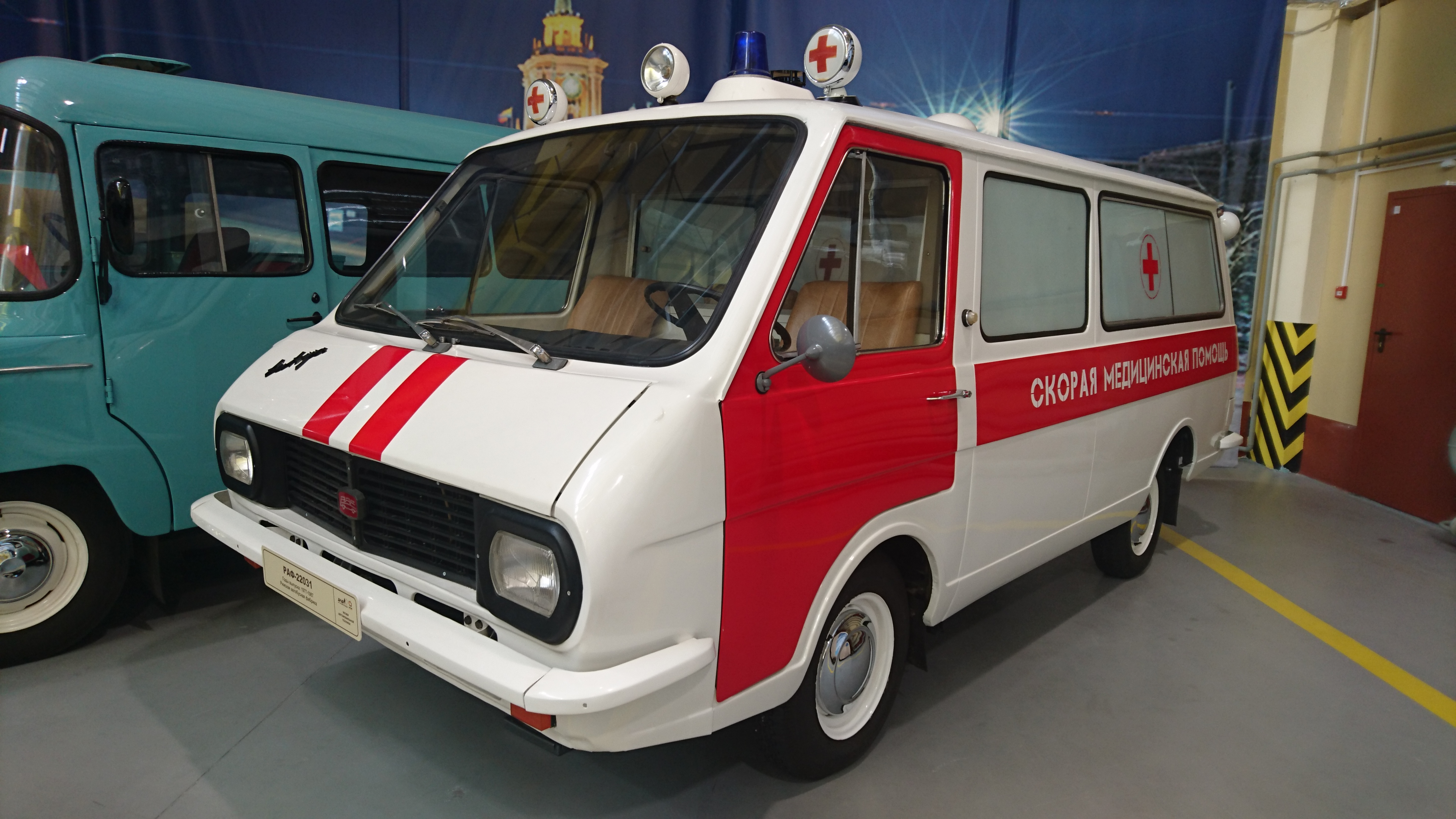
советский автомобиль скорой помощи РАФ-22031 из коллекции музея автомобильной техники

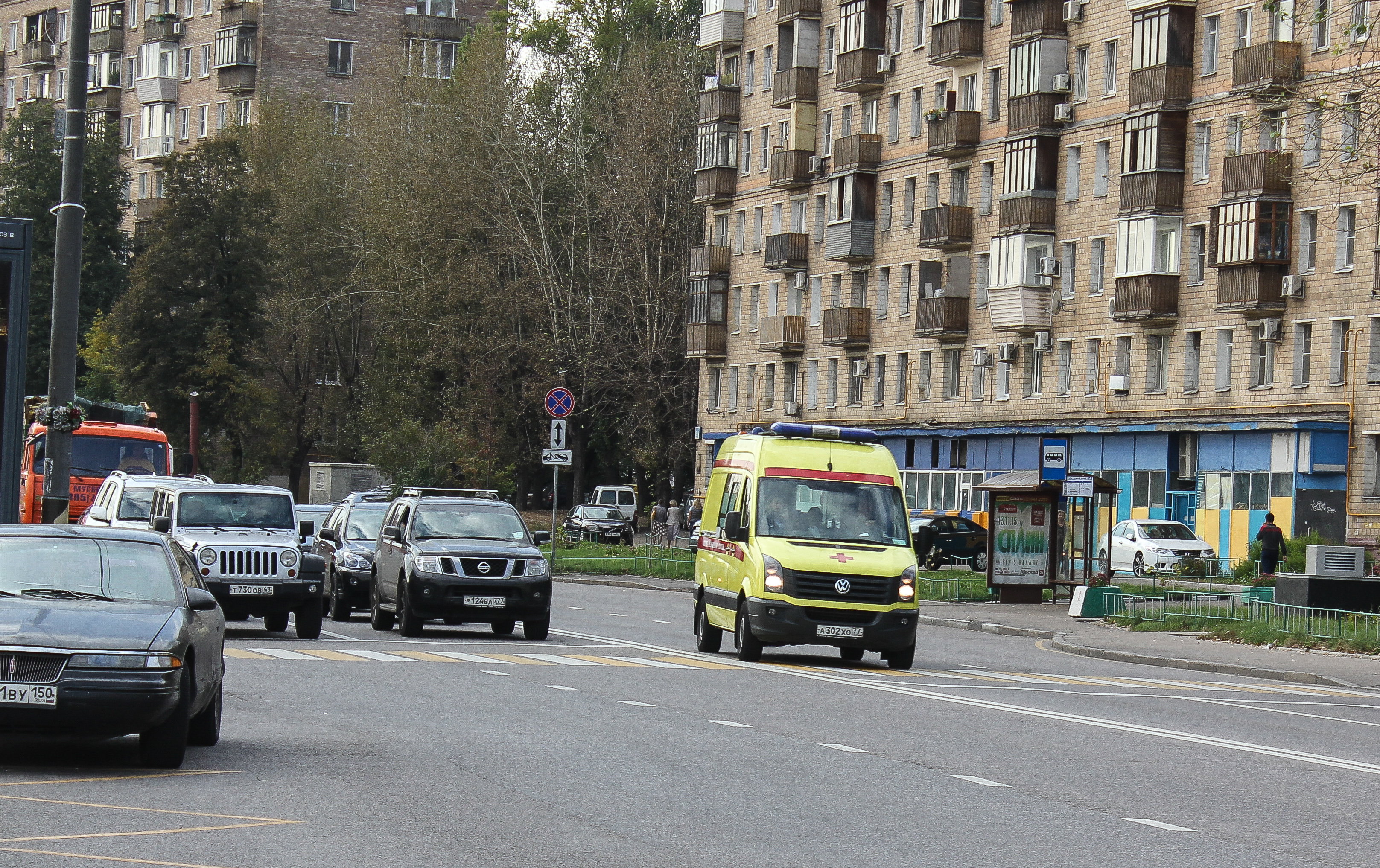
Скорая помощь в дороге на вызов

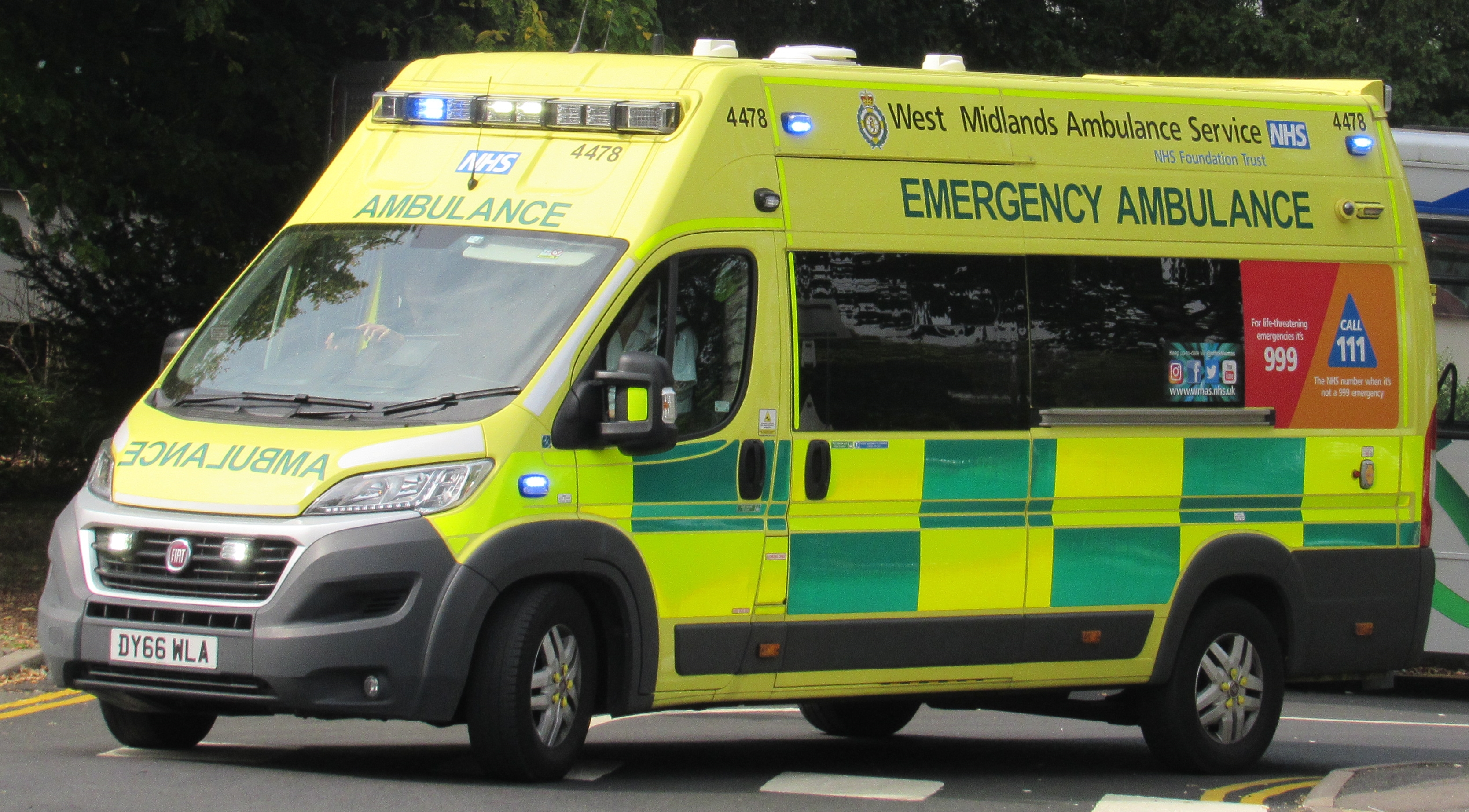
Автомобиль скорой помощи в Великобритании

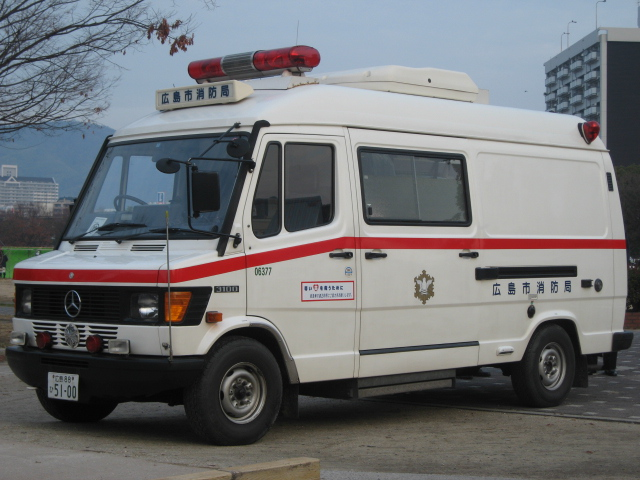
Карета скорой помощи на базе Mercedes-Benz 310D

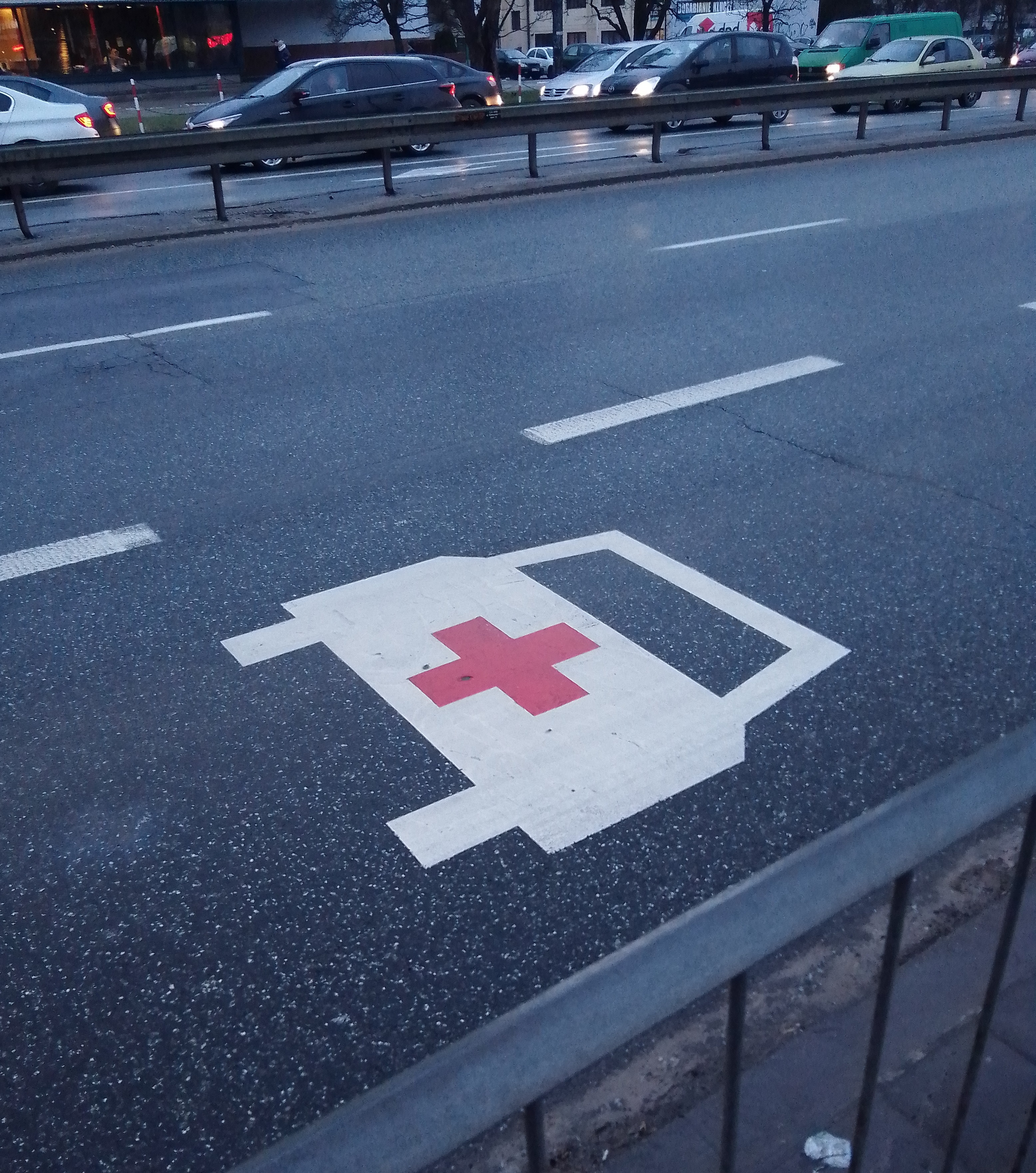
выделенная полоса движения для автомобилей скорой помощи в Варшаве

Автомоби́ль ско́рой по́мощи (каре́та ско́рой по́мощи, ско́рая по́мощь, реанимоби́ль, в просторечии — ско́рая) — автомобиль для перевозки в больницу людей, которым требуется скорая медицинская помощь, а также доставки медицинских работников на место для её оказания. Как правило, такие автомобили оборудуются на базе микроавтобусов или развозных грузовых автомобилей. Следуя по вызову, автомобиль скорой помощи имеет ряд преимуществ перед другими участниками дорожного движения, закреплённых правилами дорожного движения.
Исторически необходимость в создании службы скорой помощи и перевозки больных наиболее остро проявилась после пожара в венском театре комической оперы 8 декабря 1881 года с большим количеством пострадавших, которые не могли самостоятельно добраться до больниц. И такая служба была создана в самые кратчайшие сроки.
В Москве служба скорой медицинской помощи и перевозки больных была открыта 28 апреля 1898 года в соответствии с Приказом обер-полицмейстера г. Москвы № 117.

## Краткая история автомобилей скорой помощи в СССР и РФ
До начала 1930-х гг. автомобили скорой помощи в СССР строились преимущественно на импортных шасси, а также на отечественном шасси АМО-Ф-15.
С освоением массового выпуска легкового автомобиля ГАЗ-А и полуторки ГАЗ-АА кареты скорой помощи создавались преимущественно на их шасси, иногда даже с изменённым дизайном оперения. Для нужд армии с конца 1930-х массовой серией выпускался санитарный автомобиль ГАЗ-55 на базе полуторки ГАЗ-ММ, который во время ВОВ дополняли тяжёлые автомобили ЗИС-16С и ЗИС-44.
После войны на базе массового 2,5-тонного грузовика ГАЗ-51 выпускался санитарный автомобиль ПАЗ-653. Для нужд столичных медицинских учреждений до войны выпускалась санитарная версия ЗИС-101С правительственного лимузина ЗИС-101, а после войны аналогичная модель ЗИС-110А на базе лимузина ЗИС-110.
Для более массового использования предназначался автомобиль ГАЗ-12Б на базе седана большого класса ЗИМ. Существовала версия и на базе массового седана ГАЗ-М20 «Победа».
В качестве массовых санитарных автомобилей в 1960—1980-х гг. использовались автомобили «Волга» с кузовом универсал ГАЗ-22, ГАЗ-24-03 и ГАЗ-24-13, но наибольшую популярность приобрели микроавтобусы моделей РАФ-977, РАФ-2203 и УАЗ-452А.
В 2000-х гг. основная часть российского парка автомобилей скорой помощи состоит из моделей ГАЗ семейств ГАЗ-32214 «Газель» и ГАЗ-2217 «Соболь», а также модели 3261 на базе микроавтобусов ГАЗ (Газели и Соболя), произведённые в Нижнем Новгороде и УАЗ-3962 и микроавтобусов зарубежного производства (преимущественно марок Ford Transit, Mercedes-Benz Sprinter и Peugeot Boxer). Последние, как правило, — на реанимационных и других специализированных бригадах.
Разработка и промышленное освоение в массовом производстве нового поколения машин скорой медицинской помощи на базе автомобилей «ГАЗель» и «Соболь» были отмечены премией Правительства Российской Федерации в области науки и техники за 2003 год.

## Цветовое оформление реанимобилей
В СССР автомобили скорой помощи традиционно окрашивались по цветографической схеме в белый цвет или светло-бежевый с красной полосой (с 1980-х гг.) и несли в качестве опознавательного знака красный крест. В 1980-х реанимобили «РАФ», оборудованные финской фирмой TAMPO, окрашивали в жёлтые и красные цвета, что в дальнейшем нашло отражение в ГОСТе). В других странах красный крест используется только на автомобилях скорой помощи, относящихся к Международному Комитету Красного Креста, на обычных автомобилях скорой помощи используются другие символы, чаще всего — так называемая «Звезда жизни» или эмблема медицинской компании.
Также на лобовой части большинства современных автомобилей скорой помощи в странах Запада (и не только) находится зеркально отраженная надпись «Ambulance» (скорая помощь). Это сделано для того, чтобы впереди едущим водителям в зеркало заднего обзора читалась эта надпись, и они пропускали автомобиль. В России нанесение зеркальной надписи не является обязательным и её делают по желанию заказчиков новых карет скорой помощи, чаще всего — реанимобилей.

Баттенбергская разметка (Великобритания, Австралия, Новая Зеландия и Гонконг)
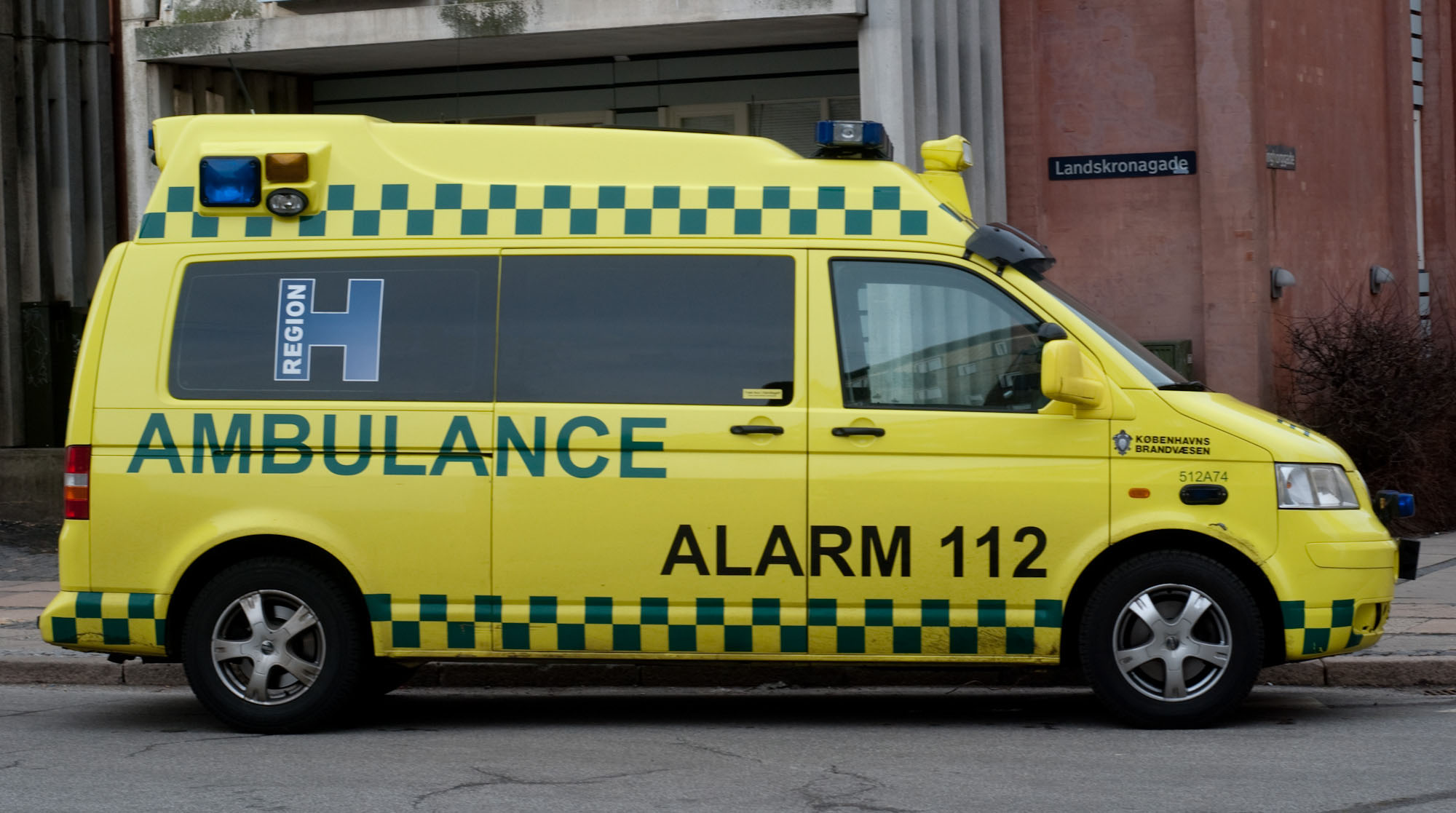
Баттенбергская разметка в виде жёлто-зелёных шашек в Великобритании, Ирландии, Швеции, Гонконге
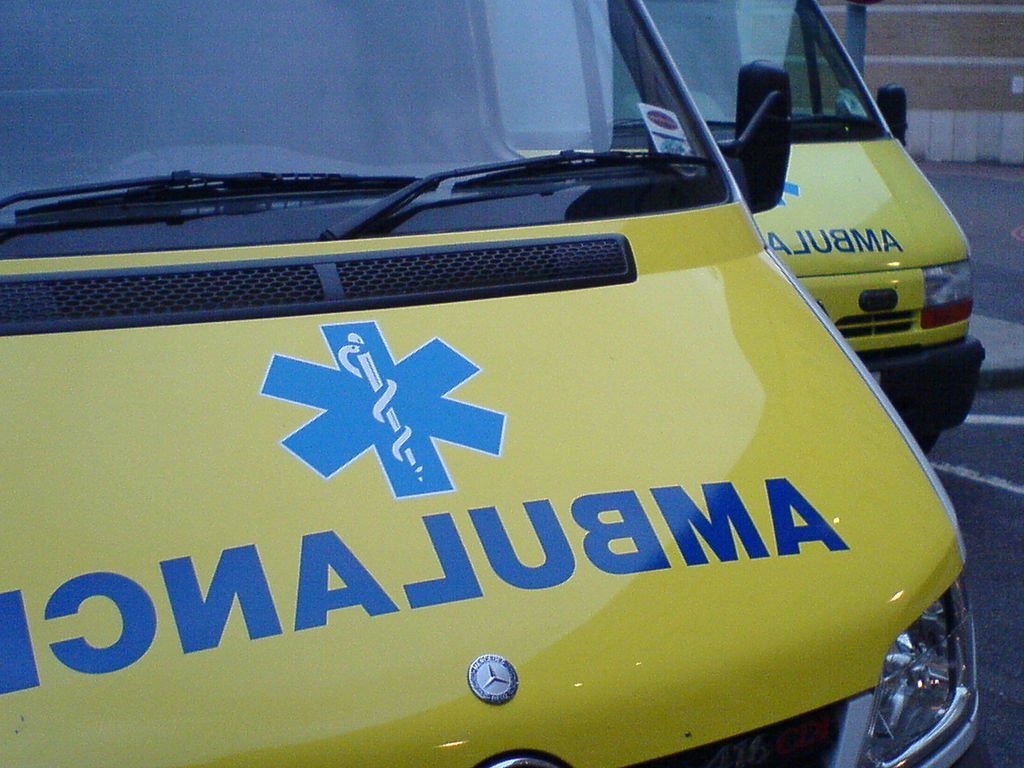
«Звезда жизни» и зеркально отражённая надпись «Ambulance» на капоте автомобиля скорой помощи в Лондоне
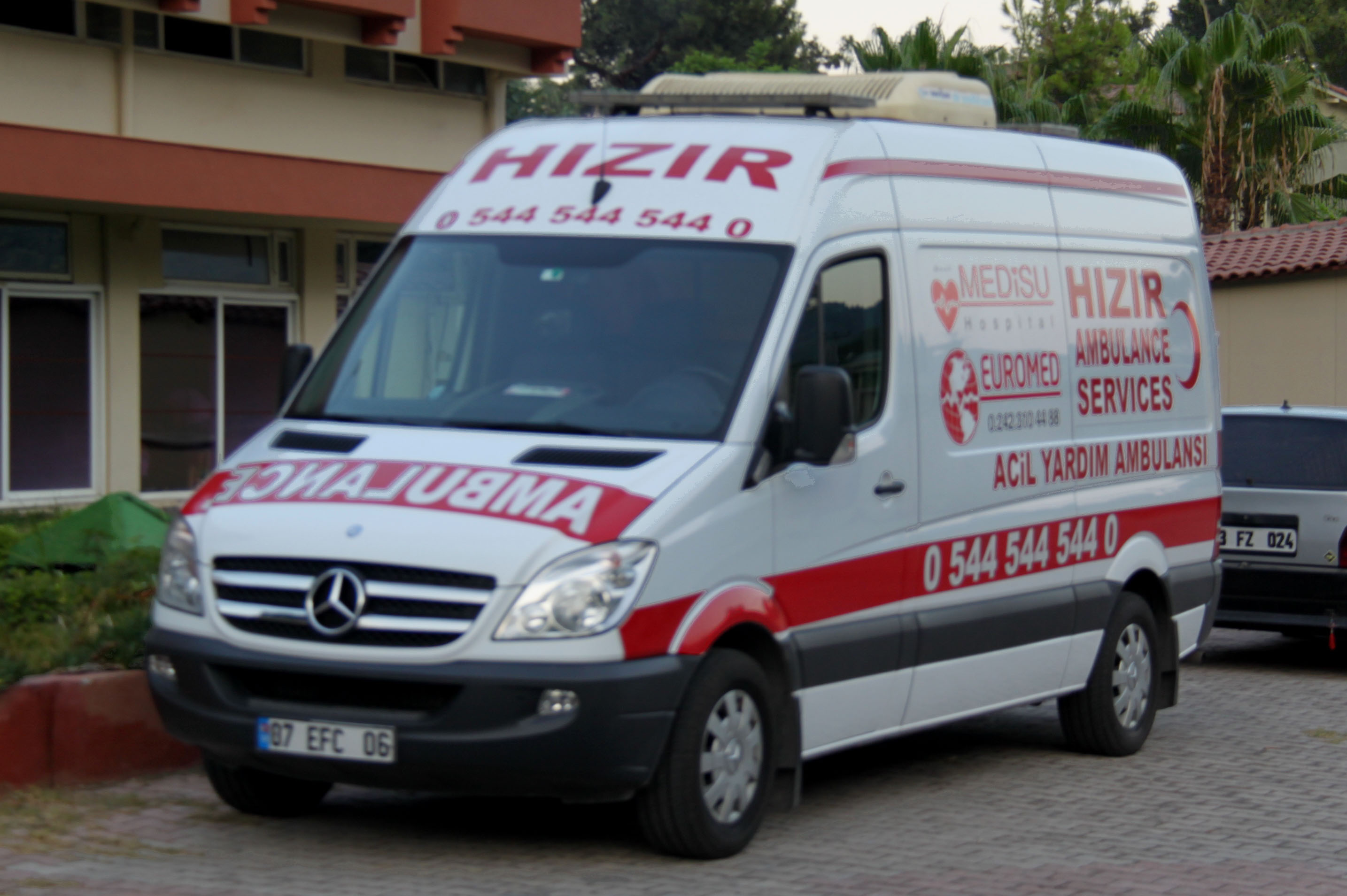
Автомобиль скорой помощи в Кемере
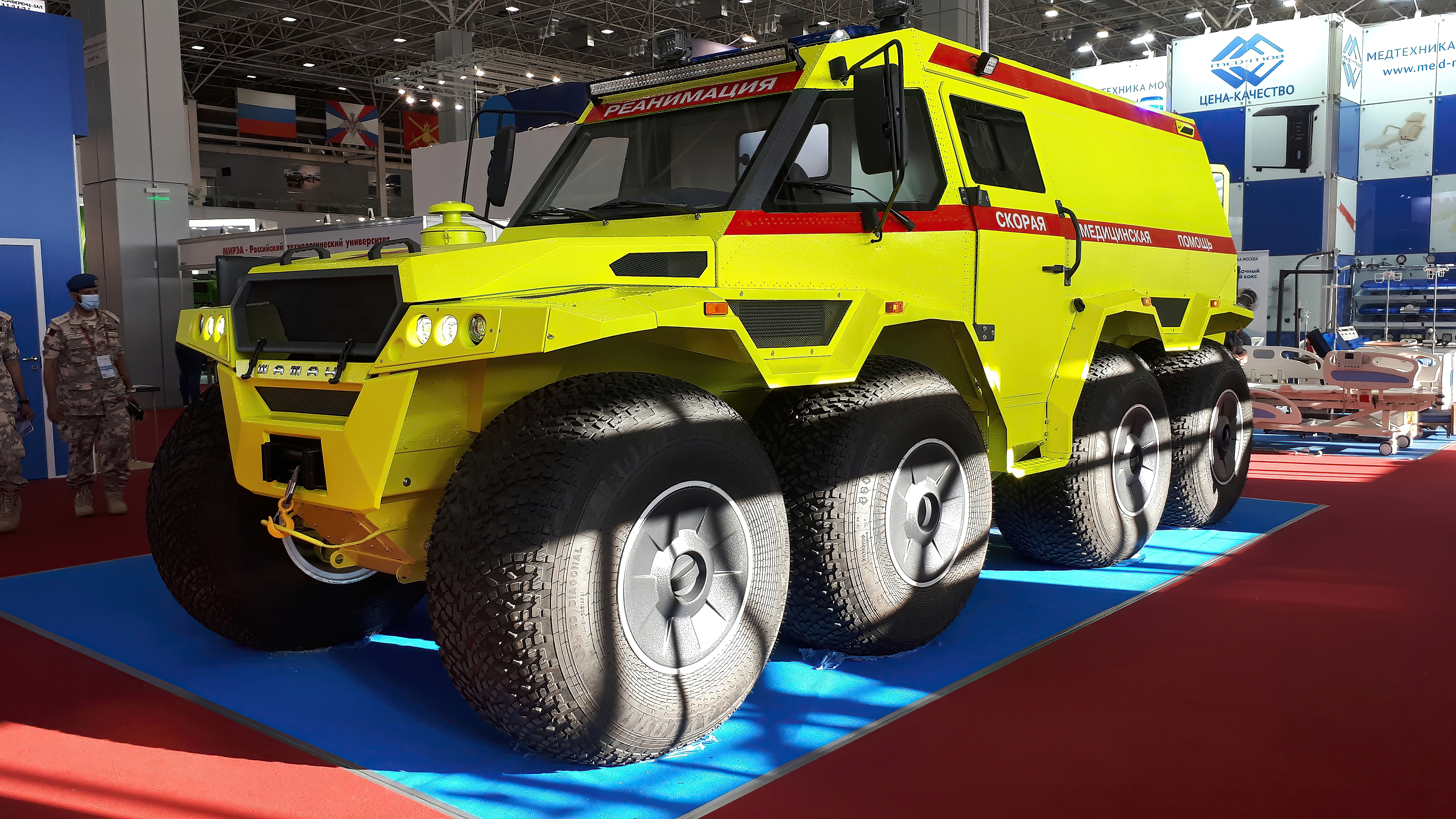
Проект реанимобиля для труднодоступных районов
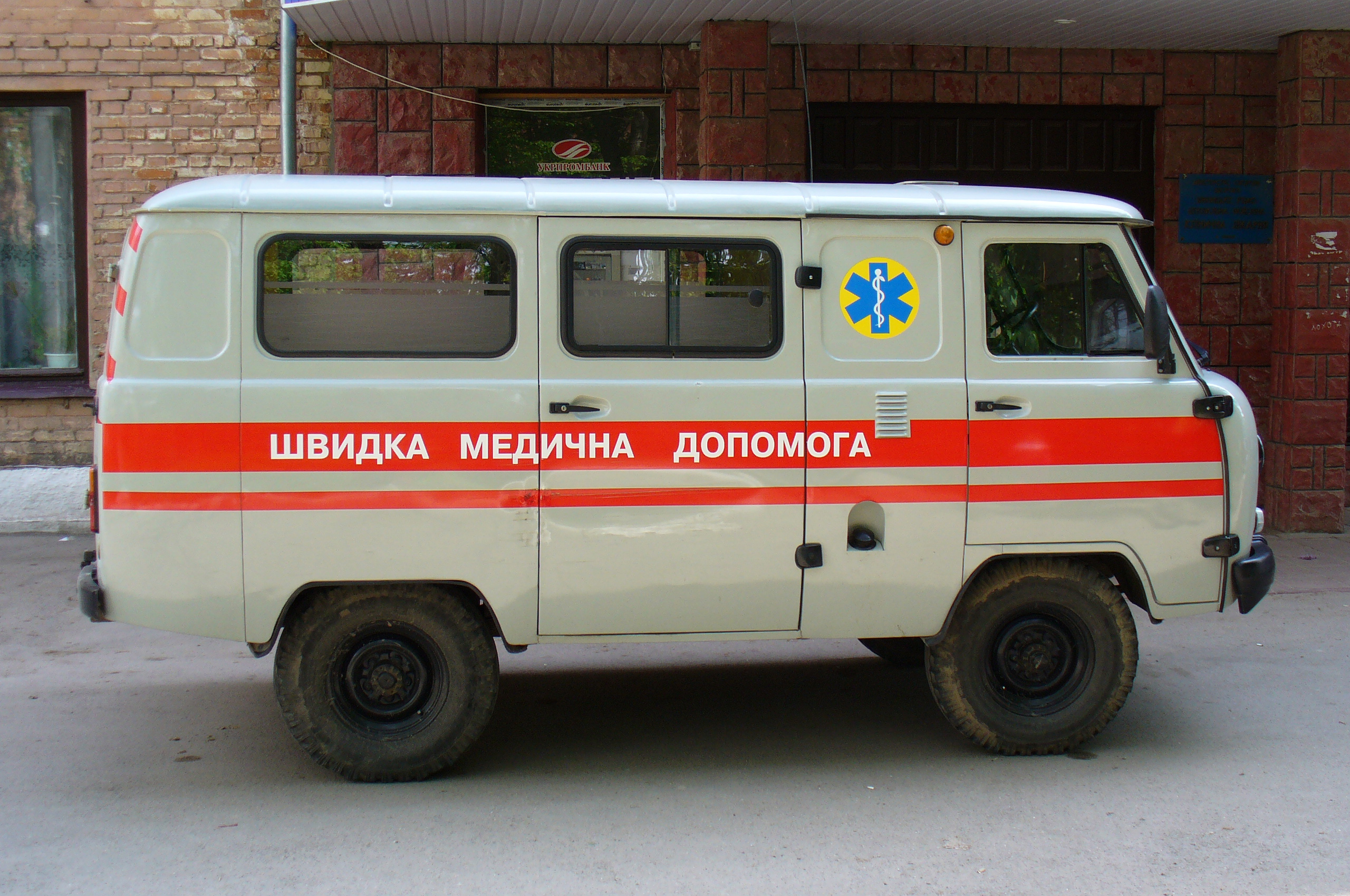
Высокой проходимости на базе УАЗ 452

## Типы автомобилей скорой помощи
- Класс А — автомобиль для транспортировки пациентов — машина скорой медицинской помощи, предназначенная для транспортировки пациентов, предположительно не являющихся экстренными пациентами, в сопровождении медицинского персонала.
- Класс B — автомобиль экстренной медицинской помощи — машина скорой медицинской помощи, предназначенная для проведения лечебных мероприятий скорой медицинской помощи силами врачебной (фельдшерской) бригады, транспортировки и мониторинга состояния пациентов на догоспитальном этапе.
- Класс С — реанимобиль — машина скорой медицинской помощи, предназначенная для проведения лечебных мероприятий скорой медицинской помощи силами реанимационной или специализированной бригады, транспортировки и мониторинга состояния пациентов на догоспитальном этапе.

## Санитарные автомобили
Санитарные автомобили оборудуются для медицинских целей из автомобилей повышенной проходимости.

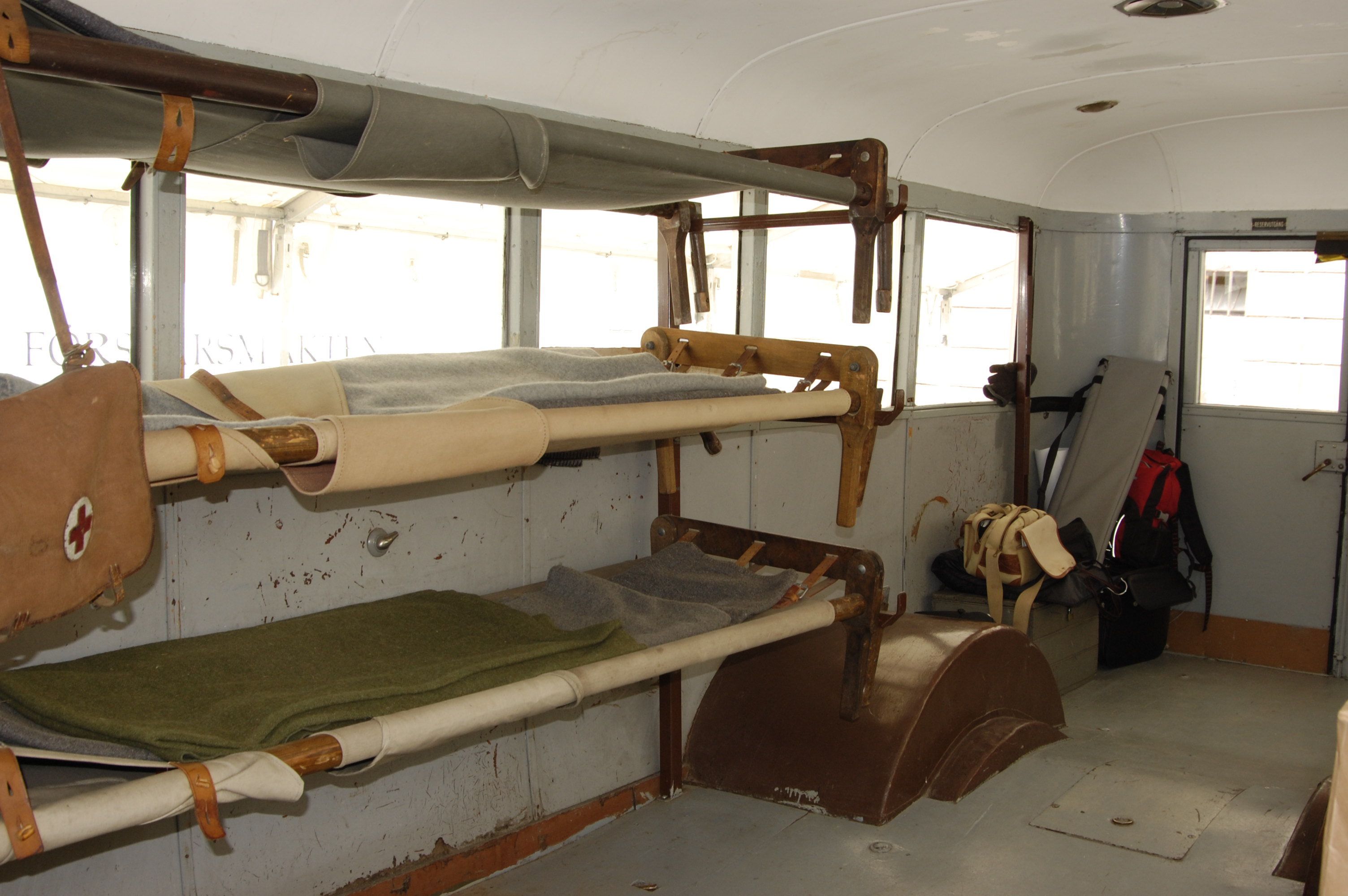
Автобус, при помощи УСО оборудованный под санитарный транспорт.
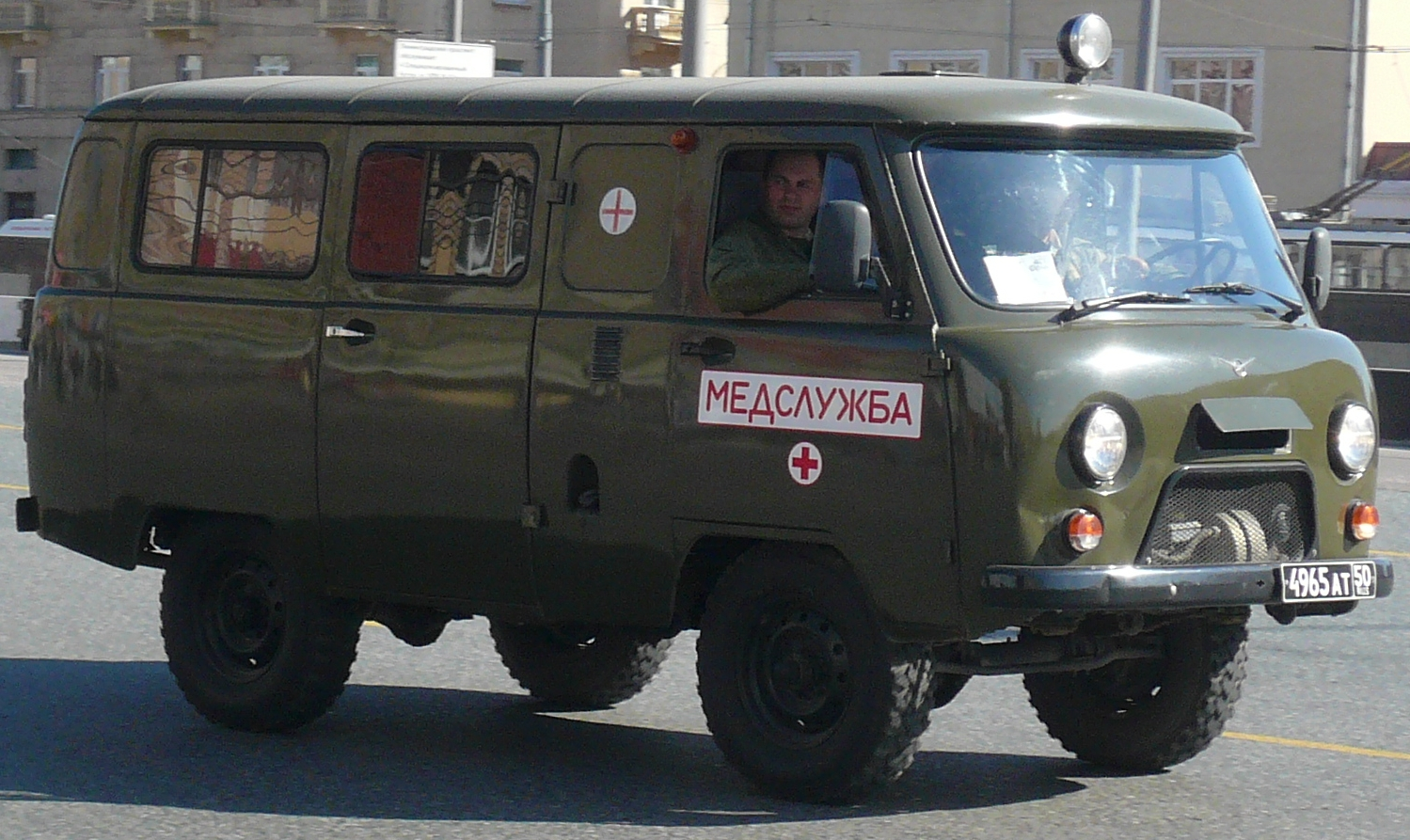
Санитарный автомобиль УАЗ-452.
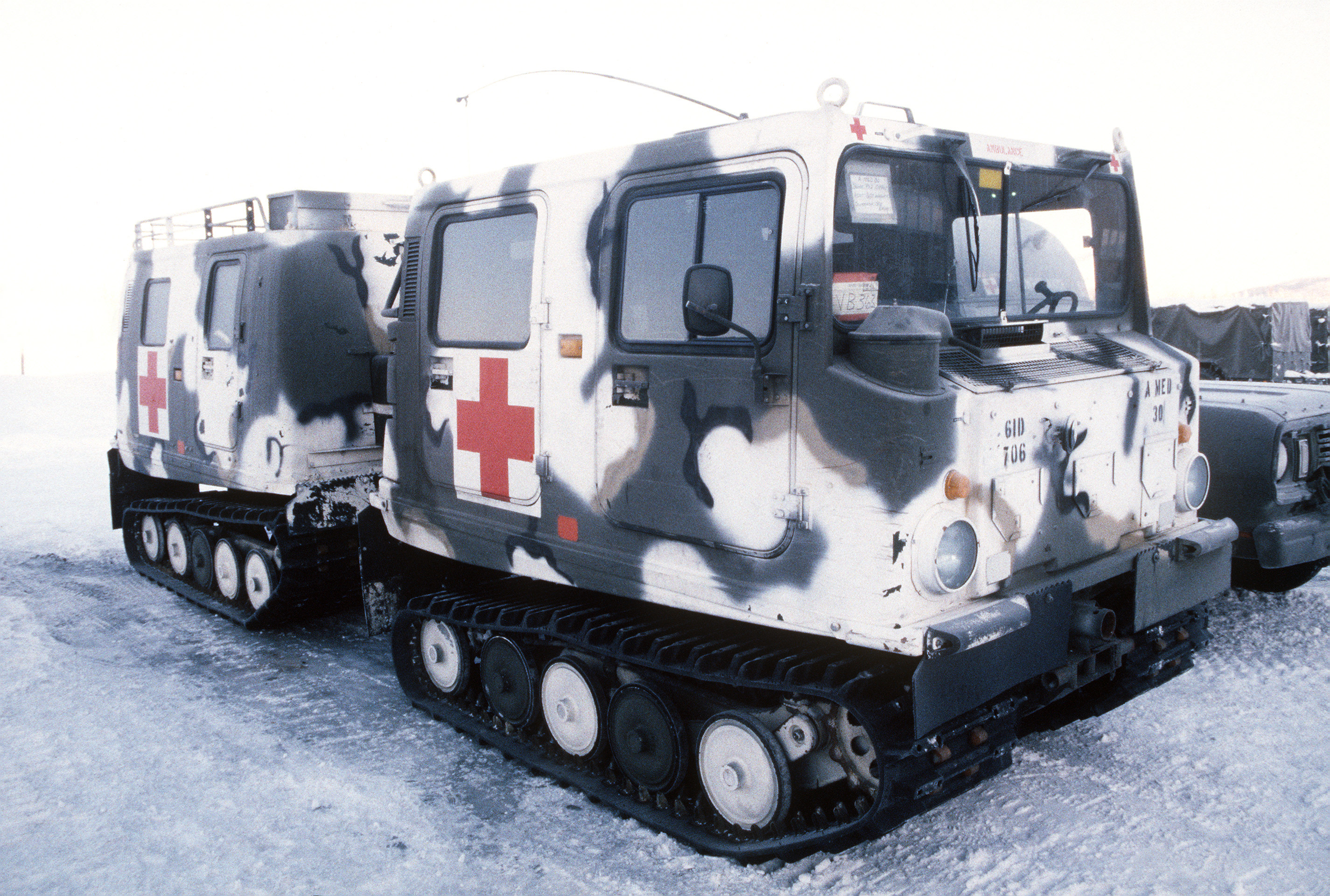
Двухзвенный сочленённый санитарный автомобиль M973 (BV 206 A SUSV)

Являются санитарным транспортным средством, наряду с некоторыми бронированными медицинскими машинами (санитарные транспортёры БММ-1, МТ-ЛБ и т. д.).
Санитарными автомобилями обычно называются специально оборудованные (как правило: крепление для медицинских носилок, обогрев кузова, фильтро-вентиляционная установка и т. д.) автомобили, предназначенные для эвакуации (транспортировки) больных, раненых, поражённых (в том числе лежащих), в сопровождении санитара/санинструктора для оказания неотложной помощи в пути в случае необходимости:
К ним относятся:
 — автомобили скорой помощи всех категории, предназначенные и оборудованные для транспортировки больных;
 — военные санитарные автомобили медицинской службы вооружённых сил (к примеру, в ВС СССР/РФ: ГАЗ-55, ЛуАЗ-967, ГАЗ-63 АС-1 (ПАЗ-653), (ГАЗ-63АС), АС-3, УАЗ-452, АС-66, АС-4);
 — санитарные автобусы — дооборудованные медицинским имуществом и ТСО (типовое санитарное оборудование) некоторые модели общегражданских автобусов.
В планировании массового использования санитарных автомобилей и автомобилей скорой помощи, предусматривается поддержание автомобильных дорог в хорошем состоянии.

### Эвакоёмкость некоторых санитарных автомобилей
- УАЗ-452: 4 лёжа на носилках + 1 сидя; только сидя — 7 человек.
- АС-66: 9 лёжа на носилках + 4 сидя; только сидя — 15 человек.

### Международное право
На санитарные автомобили, для их защиты от нападения противника, наносится эмблема Красного Креста или Красного Полумесяца, в соответствии с Женевской конвенцией 1949 г.
Запрещается использовать санитарные автомобили для мероприятий, не связанных с медицинским обеспечением.

## Автомобили медицинской помощи
Как правило, это легковые автомобили, не имеющие постоянного медицинского экипажа и специальных средств для оказания помощи. Обслуживают учреждения здравоохранения и других учреждений, которые заказывают данные автомобили. Предназначены для перевозки врачей или медсестёр для выезда к лежачим больным, доставки анализов, мелких партий медикаментов, перевозки умерших в морг и т. п. Такие автомобили не окрашиваются по специальной схеме, а лишь имеют надпись «медицинская помощь» или «медицинская служба».